# Gumieniec
Gumieniec (deutsch Gumenz) ist ein  Dorf in der polnischen Woiwodschaft Pommern und gehört zur Gmina Trzebielino (Treblin) im Powiat Bytowski (Bütower Kreis).

## Geographische Lage
Das Dorf liegt in Hinterpommern, etwa 29 Kilometer nordnordöstlich von Miastko (Rummelsburg i. Pom.), 23 Kilometer südlich von Słupsk (Stolp) und sieben Kilometer nordnordwestlich des Dorfs Trzebielino (Treblin).
Durch die Ortschaft fließt der Bach Biesternitz, der in die Wipper mündet.

## Geschichte

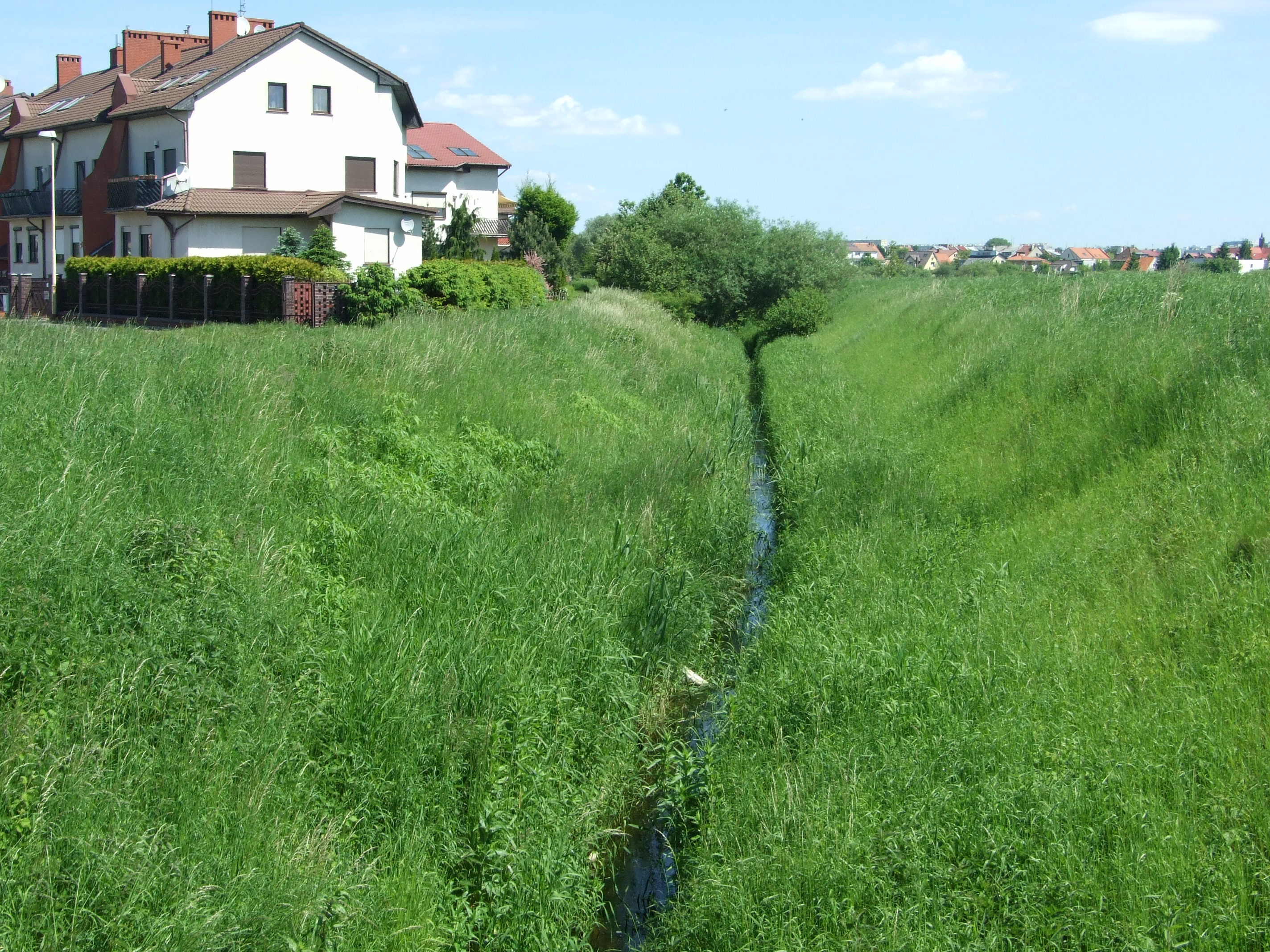
Bach Biesternitz abseits des Dorfkerns (2010)

Gumenz, nordnordöstlich von Rummelsburg und nordnordwestlich des Kirchdorfs Treblin, auf einer Landkarte von 1915

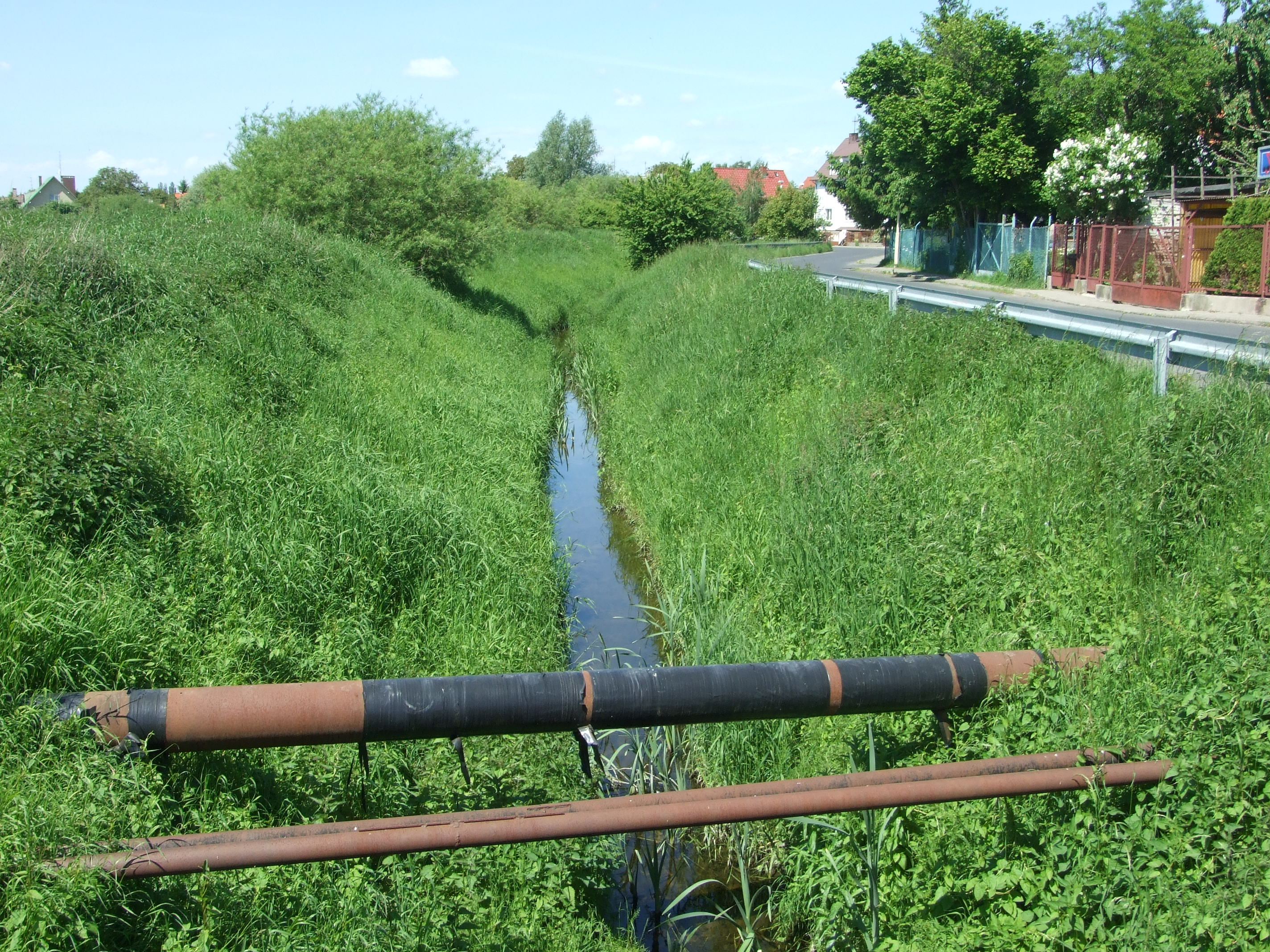
Bach Biesternitz an der Dorfstraße (2010)

Das Gut Gumenz, das im 17. Jahrhundert ein Boninsches Lehen gewesen war, wurde nach Besitzerwechseln am 17. Oktober 1710 erblich an Carz Henning von Kameke verkauft. Das Lehen-Rittergut blieb bis 1854 im Besitz dieser Familie und kam dann an den Berliner Kaufmann Moreau Valette, dessen Erben in den Verzeichnissen der Pommerschen Ritterschaft von 1862 als Besitzer angegeben sind. Im Jahr 1884 wird Carl Otto Becker als Besitzer des Ritterguts Gumenz mit Spiritusbrennerei, Ziegelei, Mühle und Fischbrutanstalt angegeben, der es auch noch 1892 besaß. Seit 1912 war Robert Becker der Besitzer.
Am 1. Dezember 1913 wurden auf der 140 Hektar großen Gemarkungsfläche der Landgemeinde Gumenz 17 viehhaltende Haushaltungen gezählt und auf dem 1544 Hektar umfassenden Gutsbezirk Gumenz 63 viehhaltende Haushaltungen.
Am 1. April 1927 hatte das Rittergut Gumenz eine Flächengröße von 1544 Hektar, und am 16. Juni 1925 hatte dieser Gutsbezirk 371 Einwohner. Im Jahr 1927 ging das Rittergut in den Besitz der Gemeinnützigen Siedlungsgesellschaft des Kreises Rummelsburg über, die den Waldbesitz zum größten Teil dem Preußischen Staat (Forstverwaltung) überließ, während das Restgut von Viktor Neumann-Silkow erworben wurde.
Am 30. September 1928 wurde der Gutsbezirk Gumenz in die Landgemeinde Gumenz eingegliedert.
Anfang der 1930er Jahre hatte die Landgemeinde Gumenz eine Flächengröße von 17,1 km². Innerhalb der Gemeindegrenzen standen zusammen 48 bewohnte 
Wohnhäuser an sieben verschiedenen Wohnstätten:
1. Bahnhof Gumenz
2. Forsthaus Beckerswald
3. Gumenz
4. Karlshof
5. Marienhütte
6. Rothkaten
7. Wilhelmshof

Um 1935 hatte Gumenz u. a. eine Bäckerei, eine Gärtnerei, zwei Gemischtwarenläden, eine Schmiede, eine Stellmacherei und eine Tischlerei. Im Jahr 1939 hatte die Landgemeinde 486 Einwohner.
Die Landgemeinde Gumenz gehörte im Jahr 1945 zum Landkreis Rummelsburg im Regierungsbezirk Köslin der preußischen Provinz Pommern des Deutschen Reichs und war Sitz des Amtsbezirks Gumenz. Das Standesamt befand sich in Gumenz.
Gegen Ende des Zweiten Weltkriegs wurde Gumenz Anfang März 1945 von der Roten Armee eingenommen. Anschließend wurde Gumenz zusammen mit ganz Hinterpommern von der Sowjetunion der Volksrepublik Polen zur Verwaltung überlassen.  Es begann danach allmählich die Zuwanderung von Polen. Die einheimische Bevölkerung wurde in der Folgezeit von der polnischen Administration vertrieben. Der Ortsname wurde zu „Gumieniec“ polonisiert.

## Kirchspiel bis 1945
Die vor 1945 anwesende Dorfbevölkerung war mit wenigen Ausnahmen evangelischer Konfession. Die evangelischen Einwohner gehörten zum Kirchspiel Treblin.
Das katholische Kirchspiel war in Rummelsburg i. Pom.

## Persönlichkeiten
- Karz Henning von Kameke (1683–1740), seit 1710 Erbherr auf Gumenz, starb hier[13]
- Jürgen Ewald von Kameke (1724–1785), Königl. Preußischer Lieutenant a. D., seit 1741 Erbherr auf dem väterlichen Gut Gumenz, starb hier[13][14]
- Karl Wilhelm Henning von Kameke (1763–1842), preußischer Generalleutnant und Kommandeur der 8. Landwehr-Brigade, 1804 Besitzer von Gumenz, wurde hier geboren[13][14]